# Elecciones generales de Antigua y Barbuda de 2004
Las elecciones generales de Antigua y Barbuda de 2004 tuvieron lugar el 23 de marzo del mencionado año con el objetivo de renovar los diecisiete escaños de la Cámara de Representantes, en base a cuya composición se integró el Senado, configurando el Parlamento de Antigua y Barbuda para el período 2004-2009. Fueron las quintas elecciones desde la independencia de Antigua y Barbuda, así como las decimoterceras elecciones regulares de la historia antiguana y las duodécimas bajo sufragio universal. Se trató, asimismo, de las primeras elecciones administradas por la Comisión Electoral de Antigua y Barbuda, ente independiente del gobierno, lo que condujo a que se las considerara las primeras elecciones completamente libres y justas desde la independencia.
Frente a la intensa presión internacional y las protestas impulsadas por la oposición, el régimen de Lester Bird, del Partido Laborista de Antigua (ALP), accedió a implementar las reformas al sistema electoral de la isla recomendadas por el Grupo de Observadores de la Mancomunidad de Naciones. Asimismo, se liberalizaron los medios de comunicación, antes fuertemente dominados por el ALP, permitiendo el establecimiento de estaciones de radio y televisión independientes o favorables al opositor Partido Progresista Unido (UPP) de Baldwin Spencer. El deterioro de la situación económica debido a la creciente deuda del sector público y el déficit de cuentas corrientes del país había provocado una desaceleración de la inversión extranjera directa, lo que fortaleció la posición de la oposición. La campaña se consideró mucho más pacífica que las realizadas anteriormente, pero siguió dominada por ataques personales y acusaciones de corrupción contra la familia Bird.
La elección resultó en una amplia victoria para el UPP, que obtuvo el 55,50% de los votos válidos y una mayoría absoluta de 12 de los 17 escaños parlamentarios contra un 41,94% obtenido por el ALP, garantizando la elección de Baldwin Spencer como primer ministro y poniendo fin a veintiocho años de hegemonía del ALP, con el propio Bird perdiendo el escaño que había ocupado desde 1976. También marcó el fin de casi sesenta años de predominio político de la familia Bird, que no volvería a ocupar el gobierno del archipiélago después de 2004. El triunfo del UPP constituyó el tercer cambio de gobierno por medios electorales en la historia del país, y el primero desde la independencia. La participación fue la más alta de la historia electoral antiguana, con un 91,19% del electorado registrado concurriendo a emitir sufragio. Bird reconoció pacíficamente la derrota al día siguiente de los comicios, y garantizó una transición pacífica.
En Barbuda ni el UPP ni el ALP se presentaron, sino que respaldaron respectivamente las candidaturas de Trevor Walker, del Movimiento Popular de Barbuda (BPM), y Arthur Nibbs, del Movimiento Popular por el Cambio de Barbuda (BPMC). El día de las elecciones, Walker y Nibbs empataron con 400 votos cada uno, lo que requirió que se repitiera la elección el 20 de abril. En la repetición Walker (con el apoyo del UPP) derrotó a Nibbs por una diferencia de 14 votos, ampliando la mayoría del gobierno a 13 escaños. Walker asumió como ministro de Asuntos de Barbuda en el gobierno de Spencer, la primera vez desde la independencia en la que el representante de Barbuda asumía un cargo en el gobierno central.

## Contexto
Las elecciones de 1999 dieron al Partido Laborista de Antigua (ALP), encabezado por el primer ministro Lester Bird, su sexta victoria consecutiva, con 12 escaños contra 4 del Partido Progresista Unido (UPP) del líder de la Oposición Baldwin Spencer y 1 del Movimiento Popular de Barbuda (BPM). Sin embargo, los comicios fueron considerados profundamente irregulares por los grupos de observación internacional y la oposición no reconoció el resultado, denunciando fraude electoral. A los comicios siguió una huelga de hambre encabezada por Spencer, exigiendo una reforma en el sistema electoral, cuyas autoridades estaban controladas por el gobierno, así como reclamando una mayor libertad de prensa. El Grupo de Observadores de la Mancomunidad de Naciones publicó un informe crítico con el proceso electoral, proponiendo la creación de una Comisión Electoral independiente. Presionado por la difícil situación interna, en medio de protestas opositoras y una respuesta internacional negativa (con un creciente aislamiento por la presunta participación del régimen del ALP en casos de corrupción bancaria global), el gobierno de Bird accedió a implementar las reformas propuestas. La Comisión Electoral de Antigua y Barbuda (ABEC) fue creada en diciembre de 2001. Asimismo, el gobierno cumplió su promesa de privatizar algunos de los medios de comunicación controlados por el Estado para permitir su liberalización, y autorizó la creación de emisoras de radio y televisión bajo el auspicio de los partidos opositores, equilibrando el panorama de medios del país.
Aunque los indicadores sociales de Antigua y Barbuda se mantuvieron en general positivos respecto al Caribe anglófono, los primeros años de la década de 2000 vieron la situación macroeconómica del archipiélago deteriorarse, y el nivel de vida cayó considerablemente, lo que repercutió en la popularidad del gobierno. El principal motivo para el deterioro se vio en los desequilibrios fiscales, y los crecientes escándalos de corrupción en torno a la gestión de la familia Bird dieron validez a las acusaciones de la oposición de que la falta de transparencia obstaculizaba la administración pública. El disparo de la deuda externa como consecuencia de décadas de mala gestión contribuyó a estos desequilibrios. El gobierno respondió a la suba del desempleo aumentando el gasto público y para absorber a los desempleados como trabajadores estatales, generando un aumento cada vez mayor de los gastos corrientes. Mientras que los ingresos fiscales del país en 2003 eran los más bajos de la Organización de Estados del Caribe Oriental, Antigua y Barbuda era uno de los Estados con mayor proporción de empleados públicos del mundo, con cerca del 40% de la fuerza laboral. Mientras tanto, el país llegó a 2004 con nuevos escándalos cuando se acusó al gobierno de Bird de malversar de fondos del programa nacional de seguro médico del país, mientras que surgieron rumores en torno a la propia vida personal del primer ministro, con denuncias de que él y su hermano habían consumido drogas y sostenido relaciones sexuales con una menor de edad.

## Sistema electoral
| Mapa                       | Circunscripción          | Parlamentarios | Parlamentarios | Parlamentarios |
| -------------------------- | ------------------------ | -------------- | -------------- | -------------- |
|                            | St. John's City West     | Gaston Browne  |                | ALP            |
| St. John's City East       | John St. Luce            |                | ALP            |                |
| St. John's City South      | Steadroy Benjamin        |                | ALP            |                |
| St. John's Rural West      | Baldwin Spencer          |                | UPP            |                |
| St. John's Rural South     | Vere Bird Jr.            |                | ALP            |                |
| St. John's Rural East      | Lester Bird              |                | ALP            |                |
| St. John's Rural North     | Bernard Percival         |                | ALP            |                |
| St. Mary's North           | Molwyn Morgorson Joseph  |                | ALP            |                |
| St. Mary's South           | Hilson Baptiste          |                | UPP            |                |
| All Saints East & St. Luke | Charlesworth T. Samuel   |                | UPP            |                |
| All Saints West            | Hilroy Humphreys         |                | ALP            |                |
| St. George                 | Nathaniel Francis        |                | UPP            |                |
| St. Peter                  | Longford Jeremy          |                | ALP            |                |
| St. Philip North           | Robin Kensworth Yearwood |                | ALP            |                |
| St. Philip South           | Sherfield Bowen          |                | ALP            |                |
| St. Paul                   | Rodney Williams          |                | ALP            |                |
| Barbuda                    | Hilbourne Frank          |                | BPM            |                |

Las elecciones se realizaron bajo el texto constitucional de 1981 y la Ley de Representación del Pueblo del 31 de octubre de 1975, con las reformas a la misma sancionadas en 2001 y 2002. Bajo este marco constitucional, Antigua y Barbuda era una monarquía constitucional dentro de la Mancomunidad de Naciones con un sistema parlamentario basado en el modelo Westminster. La reina Isabel II era la Reina de Antigua y Barbuda y jefa de estado ceremonial, representada localmente por el Gobernador General Wilfred E. Jacobs, mientras que el jefe de gobierno y titular efectivo del poder ejecutivo recaía en la figura de un primer ministro sometido a la confianza del Parlamento bicameral compuesto por la Cámara de Representantes elegida por voto popular mediante escrutinio mayoritario uninominal para un mandato máximo de cinco años y un Senado designado en base a los resultados de las elecciones de la Cámara.
La Cámara de Representantes se compone de diecisiete escaños elegidos por escrutinio mayoritario uninominal. El país se encuentra dividido en diecisiete circunscripciones, cada una de las cuales está representada por un miembro del Parlamento elegido por simple mayoría de votos. El partido o grupo político que logre sumar una mayoría de al menos nueve de los diecisiete escaños forma gobierno y designa al primer ministro, mientras que el líder del partido con más escaños que no forme parte del gobierno ocupa el cargo de líder de la Oposición. El Senado, por su parte, se compone también de diecisiete escaños enteramente designados por el Gobernador General en representación del monarca y siguiendo determinados consejos. Diez senadores se designan por consejo del primer ministro, cuatro por consejo del líder de la Oposición y tres en representación de Barbuda, designados a la razón de uno por consejo del primer ministro, uno por el Consejo de Barbuda y otro a discreción del Gobernador General.
Todos los ciudadanos de la Mancomunidad de Naciones de al menos dieciocho años de edad que posean los requisitos de residencia o domicilio tienen derecho a votar en las elecciones a la Cámara de Representantes. Por su parte, los ciudadanos que tengan al menos veintiún años de edad, hayan residido en el país durante un mínimo de doce meses inmediatamente anteriores al día de la nominación y sean capaces de hablar y leer el idioma inglés con fluidez suficiente para permitirles participar activamente en los procedimientos parlamentarios están calificados para convertirse en miembros del Parlamento. Están inhabilitadas las personas que deban lealtad a un Estado extranjero, los que tengan una quiebra sin liberal, las personas declaradas mentalmente insanas, condenadas a muerte o prisión por un período de al menos doce meses, y aquellos relacionados con delitos electorales o culpables de ciertos delitos dentro de los diez años anteriores. El mandato parlamentario es incompatible con determinados cargos públicos, responsabilidades electorales y el cargo de ministro de religión.
Una serie de reformas a la Ley de Representación del Pueblo establecieron la Comisión Electoral de Antigua y Barbuda el 3 de diciembre de 2001, en reemplazo de la oficina del Supervisor de Elecciones responsable ante el gobierno. La jerarquía de la Comisión, compuesta por cinco miembros, debía basarse en la composición del Parlamento, con el primer ministro nominando a dos miembros, el líder de la Oposición nominando a otro. El Consejo Cristiano de Antigua y la Asociación Evangélica Unida nominarían a otro miembro, mientras que la Cámara de Comercio e Industria de Antigua y Barbuda, así como la Federación de Empleadores de Antigua y Barbuda, nominarían al miembro final. La Comisión, un ente electoral imparcial e independiente, tendría la responsabilidad de administrar el proceso electoral, confeccionar el registro de votantes y garantizar la transparencia de las elecciones.

## Partidos contendientes

### Partido Laborista de Antigua
En medio del declive económico y los escándalos de corrupción, el año anterior a las elecciones se caracterizó por un disparo en los conflictos internos en el Partido Laborista de Antigua, resurgiendo las voces disidentes que Lester Bird había tenido que apaciguar al momento de suceder a su padre, Vere Bird, en el liderazgo del mismo en 1994. En junio de 2003, un grupo de cuatro legisladores del ALP anunció que retiraban su confianza al primer ministro y que abandonarían el partido. Esto hubiera dejado a Bird con el apoyo de solo ocho de los diecisiete parlamentarios, y vulnerable a una moción de censura. En el último momento, uno de los legisladores se retractó, conservando la mayoría del gobierno el tiempo suficiente para terminar la legislatura e impidiendo una adelanto electoral.

### Partido Progresista Unido
El Partido Progresista Unido celebró su quinta Convención Bianual en 2001. Baldwin Spencer, líder de la Oposición en la Cámara de Representantes, enfrentó un desafío por parte de Harold Lovell, líder del antiguo Movimiento Caribeño de Liberación de Antigua que se había fusionado con el UPP al momento de su fundación. Aunque la Convención se consideró encendida, Spencer prevaleció como líder del partido. Aunque el desafío por parte de Lovell desató preocupaciones de que el partido se dividiría, Lovell rechazó la idea, afirmando que «gane, pierda o empate, soy un miembro del UPP» y llamó a sus partidarios a continuar apoyando al partido.

## Campaña
El Partido Laborista de Antigua centró su campaña en defender su historial de gobierno y prometer un mayor enfoque en el desarrollo económico, llamando a «renovar el contrato entre el pueblo y el ALP». Su manifiesto, titulado «Moving Forward» («Avanzando»), destacó los logros pasados de los sucesivos gobiernos del partido a la hora de mantener bajos niveles de desempleo, salarios competitivos y otorgar tierras a más ciudadanos. Se comprometió a continuar su labor de desarrollo económico y social, incluyendo la modernización del Aeropuerto Internacional V. C. Bird, la creación de una Corporación de Desarrollo Cultural y la expansión de la educación superior. El ALP también mantuvo un enfoque muy crítico con la oposición, acusándola de haber empleado «tácticas disruptivas» para dañar la reputación del país y obstaculizar proyectos de inversión extranjera clave, afirmando que ese era el motivo por el cual no habían podido cumplir todas sus promesas. Bird negó que la corrupción fuera endémica o tuviera un impacto real en la situación económica del país y afirmó que las denuncias de la oposición eran «exageradas», y afirmó haber encarado las acusaciones de manera transparente, instituyendo investigaciones públicas en cada caso y tomando medidas contra aquellos encontrados culpables, lo que a su juicio resaltaba el compromiso de su partido con la justicia y la transparencia.
Por su parte, el Partido Progresista Unido atacó la corrupción del régimen de los Bird al igual que en las anteriores elecciones y se comprometió a establecer un gobierno transparente, pero buscó también criticar la gestión económica del gobierno para generar una plataforma electoral más atractiva. El manifiesto del partido, titulado «Agenda for Change» («Agenda para el Cambio») señaló las principales deficiencias en el gobierno del ALP en áreas como educación, condiciones laborales y turismo, y buscó exponer que solo un cambio de gobierno podría traducirse en mejoras sustantivas en el nivel de vida de la población, denunciando el gobierno del ALP como fracasado. Señaló, por ejemplo, que la única biblioteca pública construida en Antigua databa de 1974, durante el mandato de George Walter (el único gobierno ajeno al ALP que había tenido Antigua y Barbuda en su historia), y se comprometió a invertir en una nueva en los primeros cien días de gestión. Propuso mejoras en beneficios laborales, préstamos para computadoras personales y Centros de Educación Infantil Temprana, y prometió un Programa de Recuperación Económica enfocado para abordar el crónico desequilibrio fiscal a través de la racionalización de los gastos gubernamentales y la reducción del despilfarro. A diferencia de las anteriores elecciones, donde el UPP había realizado varias promesas consideradas populistas y basadas en la intervención estatal en la economía, esta vez su manifiesto prometía muchas mayores garantías al sector privado del archipiélago.
Tras el retiro de Hilbourne Frank, el Movimiento Popular de Barbuda (aliado con el UPP en las elecciones nacionales), presentó a Trevor Walker como candidato a sucederlo en la circunscripción única de Barbuda. Mientras tanto, el ALP no se presentó en Barbuda, sino que respaldó la candidatura de Arthur Nibbs, que se postuló por el Movimiento Popular por el Cambio de Barbuda, una escisión del BPM. Walker presentó un manifiesto de ocho páginas, defendiendo el historial del BPM al frente del Consejo de Barbuda y acusando al gobierno del ALP de dividir al liderazgo político de Barbuda para evitar que pudieran implementarse las recomendaciones del reporte de la Mancomunidad de Naciones, que sugería una mayor autonomía para la isla. Walker defendió el derecho de los barbudenses a la propiedad colectiva de la tierra de la isla, así como a mejorar los servicios públicos de su población. Propuso también construir hoteles de propiedad pública para incentivar el turismo en Barbuda. Defendió conservar los empleos en la industria de la venta de arena, dominada por el Estado central antiguano, pero tomando medidas para proteger el ecosistema de la isla. Nibbs, por su parte, propuso una relación más cercana entre los gobiernos centrales de las dos islas, defendiendo que Barbuda no sería viable como estado independiente y no podría desarrollarse plenamente si mantenía una postura confrontativa con el gobierno de Antigua. Enmarcó su postura también en la defensa de la integración regional, buscando posicionarse como defensor de la unidad caribeña.

## Resultados

### Nivel general
Las elecciones resultaron en una aplastante victoria para el Partido Progresista Unido, liderado por Baldwin Spencer, con un 55,5% de los votos válidamente emitidos y 12 de los 17 escaños parlamentarios contra un 41,94% de los votos y 4 escaños obtenidos por el Partido Laborista de Antigua, del primer ministro Lester Bird, quien perdió su propio escaño (la primera vez desde 1971 que esto le ocurría a un jefe de gobierno en ejercicio). El UPP arrasó en el sudoeste de la isla de Antigua, la región donde tradicionalmente se concentraban los bastiones opositores al ALP, pero también realizó una fuerte incursión en regiones que antes habían votado históricamente por los laboristas. El mejor resultado para el UPP fue en All Saints East & St. Luke, principal bastión histórico de la oposición, con un 64,44% de los votos, mientras que su desempeño más débil se dio en el bastión laborista de St. Philip North, con un 37,94%. No obstante, los resultados reflejaron la continuidad de un electorado bipartidista. El peor resultado para el ALP se dio en el bastión del UPP en All Saints West, con un 34,13%. Por lo tanto, ambos partidos obtuvieron más de un tercio de los votos en todas las circunscripciones.
El resultado fue la segunda derrota del ALP en su historia (desde que perdiera ante el Movimiento Laborista Progresista en 1971), por lo que los comicios fueron una reversión total del resultado de las anteriores elecciones, y se produjo la ruptura de hegemonías laboristas de larga duración en algunos distritos. El ALP perdió en St. John's Rural North y St. Paul por primera vez desde su creación, dos de los cuatro distritos que había ganado en 1971. También perdió por primera vez desde 1971 en St. John's Rural East (donde el propio Bird perdió por un margen de cinco puntos ante Errol Cort del UPP), St. John's City East (donde Harold Lovell del UPP logró resultar electo en su cuarto intento, ante el retiro de John St. Luce). La hegemonía del ALP se limitó a St. John's City West (que anteriormente había sido un importante foco para votantes opositores, pero que en esta ocasión fue fácilmente retenido por Gaston Browne), St. John's City South (la victoria más ajustada de la jornada, con 46 votos de diferencia a favor de Steadroy Benjamin) y sus bastiones tradicionales en St. Peter y St. Philip North.
En Barbuda, la reñida competencia entre Trevor Walker (respaldado por el UPP) y Arthur Nibbs (respaldado por el ALP) resultó en un empate absoluto con 400 votos para cada uno y 6 votos nulos, lo que resultó en la anulación de las elecciones y la convocatoria a una repetición para el 20 de abril, una semana antes de la apertura de sesiones del Parlamento. La repetición tuvo casi la misma participación (votó una persona menos), y en esta ocasión Walker se impuso con 408 votos contra 394 de Nibbs, garantizando su elección como miembro del parlamento y la continuidad de la hegemonía del Movimiento Popular de Barbuda sobre el escaño de la isla.
Bird reconoció la derrota la noche de los comicios y Spencer fue juramentado como primer ministro al día siguiente, protagonizando el primer cambio de gobierno desde la independencia. La derrota de Bird en su circunscripción impidió que este pudiera asumir como líder de la Oposición en el Parlamento, por lo que el cargo correspondió a Robin Yearwood, que con un 62,06% en St. Philip North había obtenido el mejor resultado para el ALP en la jornada.
|  | 55.50 % |

|  | 41.94 % |

|  | 1.03 % |

|  | 1.00 % |

|  | 0.53 % |

|  | 99.54 % |

|  | 0.46 % |

|  | 100.00 % |

|  | 91.19 % |

### Resultado por isla
| Isla    | UPP          | UPP          | UPP          | ALP          | ALP          | ALP          | BPM          | BPM          | BPM          | BPMC         | BPMC         | BPMC         | Ind.         | Ind.         | Ind.         | Votos válidos | Votos válidos | Blancos/Anulados | Blancos/Anulados | Participación | Participación |
| Isla    | Votos        | %            | Escaños      | Votos        | %            | Escaños      | Votos        | %            | Escaños      | Votos        | %            | Escaños      | Votos        | %            | Escaños      | Votos         | %             | Votos            | %                | Votos         | %             |
| ------- | ------------ | ------------ | ------------ | ------------ | ------------ | ------------ | ------------ | ------------ | ------------ | ------------ | ------------ | ------------ | ------------ | ------------ | ------------ | ------------- | ------------- | ---------------- | ---------------- | ------------- | ------------- |
| Antigua | 21.892       | 56,65%       | 12           | 16.544       | 42,81%       | 4            | No participó | No participó | No participó | No participó | No participó | No participó | 209          | 0,54%        | —            | 38.823        | 99,54%        | 178              | 0,46%            | 42.610        | 91,11%        |
| Barbuda | No participó | No participó | No participó | No participó | No participó | No participó | 408          | 50,87%       | 1            | 394          | 49,13%       | —            | No participó | No participó | No participó | 802           | 99,63%        | 3                | 0,37%            | 846           | 95,15%        |
| Total   | 21.892       | 55,50%       | 12           | 16.544       | 41,94%       | 4            | 408          | 1,03%        | 1            | 394          | 1,00%        | 0            | 209          | 0,53%        | 0            | 39.447        | 99,54%        | 181              | 0,46%            | 43.456        | 91,19%        |

### Resultados por circunscripción
|  | 51.76 % |

|  | 48.24 % |

|  | 99.43 % |

|  | 0.57 % |

|  | 100.00 % |

|  | 93.90 % |

|  | 62.21 % |

|  | 37.79 % |

|  | 98.98 % |

|  | 1.02 % |

|  | 100.00 % |

|  | 92.96 % |

|  | 51.80 % |

|  | 48.20 % |

|  | 99.07 % |

|  | 0.93 % |

|  | 100.00 % |

|  | 90.22 % |

|  | 61.18 % |

|  | 38.82 % |

|  | 99.76 % |

|  | 0.24 % |

|  | 100.00 % |

|  | 89.48 % |

|  | 54.76 % |

|  | 44.12 % |

|  | 1.12 % |

|  | 99.58 % |

|  | 0.42 % |

|  | 100.00 % |

|  | 88.91 % |

|  | 52.54 % |

|  | 47.46 % |

|  | 99.65 % |

|  | 0.35 % |

|  | 100.00 % |

|  | 91.03 % |

|  | 62.95 % |

|  | 37.05 % |

|  | 99.67 % |

|  | 0.33 % |

|  | 100.00 % |

|  | 91.10 % |

|  | 54.39 % |

|  | 45.61 % |

|  | 99.63 % |

|  | 0.37 % |

|  | 100.00 % |

|  | 90.12 % |

|  | 60.96 % |

|  | 39.04 % |

|  | 99.64 % |

|  | 0.36 % |

|  | 100.00 % |

|  | 92.76 % |

|  | 64.44 % |

|  | 34.13 % |

|  | 1.43 % |

|  | 99.42 % |

|  | 0.58 % |

|  | 100.00 % |

|  | 89.07 % |

|  | 63.97 % |

|  | 34.18 % |

|  | 1.85 % |

|  | 99.52 % |

|  | 0.48 % |

|  | 100.00 % |

|  | 91.10 % |

|  | 63.67 % |

|  | 36.33 % |

|  | 1.14 % |

|  | 99.70 % |

|  | 0.30 % |

|  | 100.00 % |

|  | 91.22 % |

|  | 57.04 % |

|  | 40.79 % |

|  | 1.78 % |

|  | 0.39 % |

|  | 99.36 % |

|  | 0.24 % |

|  | 100.00 % |

|  | 91.66 % |

|  | 62.06 % |

|  | 37.94 % |

|  | 99.40 % |

|  | 0.60 % |

|  | 100.00 % |

|  | 89.27 % |

|  | 58.45 % |

|  | 41.55 % |

|  | 99.79 % |

|  | 0.21 % |

|  | 100.00 % |

|  | 94.27 % |

|  | 56.18 % |

|  | 43.82 % |

|  | 99.61 % |

|  | 0.39 % |

|  | 100.00 % |

|  | 90.61 % |

|  | 50.00 % |

|  | 50.00 % |

|  | 99.26 % |

|  | 0.74 % |

|  | 100.00 % |

|  | 95.27 % |

|  | 50.87 % |

|  | 49.13 % |

|  | 99.63 % |

|  | 0.37 % |

|  | 100.00 % |

|  | 95.15 % |